# 非凡商業台
非凡商業台，是非凡電視旗下的頻道之一。2019年7月22日起，啟用高畫質版本「非凡商業台HD」。

## 歷年頻道名稱
- 非凡一台：1994年至2000年3月
- 非凡商業台：2000年3月至今

## 節目
- 股市現場
- 股市周報
- 股海揚帆
- 非凡搶先報
- 非凡新聞通
- 全球新觀點
- 全球財經世界報導
- 台灣真善美
- 新聞Talk Show
- 股市氣象台
- 佳績無限大
- 金融曼哈頓
- 只要錢長大
- 股市王牌
- 時間密碼
- 前進關鍵碼
- 金錢道
- 股市聖手
- 神準贏家
- 財富指揮官
- 股市映鈔機
- 股市總司令
- 股市尊龍
- 股市A指標
- 價值型投資
- News金探號
- 股市達人